# Angus MacDonald (Fußballspieler)
Angus Lees MacDonald  (* 15. Oktober 1992 in Winchester) ist ein englischer Fußballspieler, der bei Exeter City unter Vertrag steht.

## Karriere

### Verein
Angus MacDonald wurde in Winchester, im Süden Englands geboren. Er begann seine Karriere an der Jugendakademie des FC Reading und erhielt im Juni 2011 seinen ersten Profivertrag. Im November 2011 wechselte MacDonald auf Leihbasis in die National League South zu Basingstoke Town und gab sein Debüt beim 2:1-Sieg in der FA Trophy gegen Sutton United. In acht Ligaspielen gelang dem Innenverteidiger ein Tor gegen den AFC Weston-super-Mare. Ab Februar 2012 wechselte er bis zum Ende der Saison auf Leihbasis zum Viertligisten Torquay United und absolvierte für den Verein zwei Ligaspiele. Am 30. Juli 2012 schloss sich MacDonald dem AFC Wimbledon mit einem sechsmonatigen Leihvertrag an. Er wurde jedoch von Reading im September 2012 nach nur vier Spielen vorzeitig zurückgerufen. Im November 2012 kehrte MacDonald als Leihspieler bis zum Saisonende nach Torquay zurück.
Nachdem sein Vertrag in Reading ausgelaufen war, ohne das er einen Einsatz in der ersten Mannschaft absolviert hatte, wechselte er mit einem Einjahresvertrag zu Salisbury City FC. Er debütierte drei Wochen nach seiner Verpflichtung und wurde bei seinem Debüt gegen den FC Chester, mit der Roten Karte vom Platz gestellt. Für Salisbury absolvierte er 29 Spiele in der National League und erzielte zwei Tore. Neben dem Platzverweis gegen Chester sah er gegen die Kidderminster Harriers die Gelb-Rote Karte.
MacDonald unterzeichnete im Juli 2014 einen Einjahresvertrag für den gerade in die National League abgestiegenen Torquay United. Nach zwei Leihstation in Torquay kam er in seiner ersten dauerhaften Saison im Verein auf 26 Ligaspiele und erzielte ein Tor, woraufhin er eine Vertragsverlängerung um ein weiteres Jahr erhielt. In der folgenden Saison 2015/16 war er Stammspieler und absolvierte 41 Ligaspiele und traf zweimal. Unter dem Spielertrainer Kevin Nicholson wurde er zudem zum Klubkapitän ernannt.
Im August 2016 unterschrieb MacDonald einen Vertrag beim Zweitligisten FC Barnsley. Direkt nach seiner Verpflichtung konnte er sich drei Spielklassen höher einen Stammplatz sichern. Auch in Barnsley wurde MacDonald Mannschaftskapitän. Im Januar 2018 unterzeichnete er einen Zweieinhalbjahresvertrag mit Hull City, nachdem der Verein eine Ablösesumme gezahlt hatte. In Hull kam er lediglich sporadisch zum Einsatz, und absolvierte während seiner Vertragslaufzeit nur 18 Ligaspiele, infolge einer Venenthrombose und Darmkrebs diagnose. Eine Vertragsverlängerung lehnte er ab.
Nach dem Ende seines Vertrages bei Hull unterzeichnete MacDonald im August 2020 einen Zweijahresvertrag beim Drittligisten Rotherham United. Macdonald verließ den Verein am Ende seines Vertrags und nach dem Aufstieg in der Saison 2021/22.
Im Juli 2022 unterschrieb er einen Zweijahresvertrag bei Swindon Town. Macdonald wechselte noch vor dem Vertragsende im Januar 2023 zum schottischen Erstligisten FC Aberdeen. Zwei Jahre später wechselte MacDonald zu Exeter City.

### Nationalmannschaft
Angus MacDonald absolvierte Länderspiele in den Juniorenmannschaften der englischen U16 und U19.

## Persönliches
MacDonald ist durch seinen Großvater schottischer Abstammung. Bei MacDonald wurde im September 2019 Darmkrebs im Frühstadium diagnostiziert. Drei Monate später gab er bekannt, dass er geheilt sei.
Er war mit der Sängerin Alexandra Burke liiert. Es wurde berichtet, dass sich das Paar im Oktober 2020 trennte.